# Eilema angustata
Eilema angustata là một loài bướm đêm thuộc phân họ Arctiinae, họ Erebidae.